# Poor Man's 500 1952
Poor Man's 500 1952 var ett stockcarlopp ingående i  Nascar Grand National Series (nuvarande Nascar Cup Series) som kördes 30 maj 1952 på den 0,5 mile (0,804 km) långa ovalbanan Canfield Speedway i Canfield i Ohio. Totalt avverkades 100 miles (160,934 km) fördelat på 200 varv. Banunderlaget var dirt. Loppet vanns av Herb Thomas i en Hudson på tiden 2:04.51 körande för sitt eget team Herb Thomas Racing. Thomas snitthastighet var 48,057 mph. Prispotten uppgick till 3 700 dollar, varav 1 000 dollar gick till segraren.

## Resultat
| Plc     | Nr   | Förare          | Team/ bilägare    | Konstruktör | Start | Varv | Ledda varv |
| ------- | ---- | --------------- | ----------------- | ----------- | ----- | ---- | ---------- |
| 1       | 92   | Herb Thomas     | Herb Thomas       | Hudson      | 4     | 200  | i.u.       |
| 2       | 2    | Bill Blair      | George Hutchens   | Oldsmobile  | 7     | 200  | i.u.       |
| 3       | 78   | Bob Moore       | Bob Moore         | Oldsmobile  | 10    | 199  | i.u.       |
| 4       | 91   | Tim Flock       | Ted Chester       | Hudson      | 2     | 196  | i.u.       |
| 5       | 41   | Curtis Turner   | John Eanes        | Hudson      | 9     | 189  | i.u.       |
| 6       | 82   | Joe Eubanks     | Phil Oates        | Hudson      | 8     | 189  | i.u.       |
| 7       | i.u. | Jimmie Lewallen | Julian Petty      | Plymouth    | 17    | 184  | i.u.       |
| 8       | i.u. | Bill Rexford    | Julian Buesink    | Ford        | 15    | 183  | i.u.       |
| 9       | i.u. | Ted Chamberlain | Ted Chamberlain   | Plymouth    | 27    | 179  | i.u.       |
| 10      | i.u. | Ernie Boost     | i.u.              | Plymouth    | 30    | 179  | i.u.       |
| 11      | i.u. | Dick Rathman    | i.u.              | Ford        | 1     | 174  | i.u.       |
| 12      | i.u. | Paul Magee      | i.u.              | Plymouth    | 23    | 173  | i.u.       |
| 13      | i.u. | Nook Walters    | i.u.              | Ford        | 25    | 171  | i.u.       |
| 14      | 53   | Neil Cole       | Neil Cole         | Hudson      | 12    | 169  | i.u.       |
| 15      | i.u. | Paul Pettit     | Paul Pettit       | Oldsmobile  | 18    | 164  | i.u.       |
| 16      | 72   | Donald Thomas   | Doug Meeks        | Ford        | 13    | 160  | i.u.       |
| 17      | 14   | Fonty Flock     | Frank Christian   | Oldsmobile  | 13    | 155  | i.u.       |
| 18      | 59   | Lloyd Moore     | Julian Buesink    | Ford        | 11    | 151  | i.u.       |
| 19      | i.u. | Ed Benedict     | Ed Benedict       | Hudson      | 14    | 129  | i.u.       |
| 20      | 24   | Ray Duhigg      | J.O. Goode        | Plymouth    | 16    | 119  | i.u.       |
| 21      | i.u. | Bob Shaw        | i.u.              | Ford        | 29    | 112  | i.u.       |
| 22      | 111  | Robbie Robinson | Robbie Robinson   | Hudson      | 24    | 94   | i.u.       |
| 23      | 42   | Lee Petty       | Petty Enterprises | Plymouth    | 6     | 70   | i.u.       |
| 24      | i.u. | Mike Little     | i.u.              | Plymouth    | 22    | 64   | i.u.       |
| 25      | i.u. | Art Plas        | i.u.              | Plymouth    | 26    | 41   | i.u.       |
| 26      | i.u. | Bud Farrell     | William Gundaker  | Plymouth    | 21    | 41   | i.u.       |
| 27      | i.u. | Ralph Liguori   | i.u.              | Plymouth    | 20    | 38   | i.u.       |
| 28      | 421  | Jack Reynolds   | i.u.              | Plymouth    | 28    | 35   | i.u.       |
| 29      | 68   | George Hufford  | i.u.              | Plymouth    | 19    | 16   | i.u.       |
| 30      | 22   | Perk Brown      | R.G. Shelton      | Hudson      | 5     | 15   | i.u.       |
| Källor: |      |                 |                   |             |       |      |            |